# Two Steps From Hell
Two Steps From Hell (на български: „На две крачки от ада“) е американска продуцентска компания за музикална продукция, базирана в Санта Моника, Калифорния.
Основана е от Томас Бергерсен и Ник Финикс в Лос Анджелис през 2006 г. Компанията се фокусира предимно върху филмова и трейлърна музика и създава част от музиката за филми като Интерстелар, Хари Потър, Карибски пирати и X-Men.

## История
Компанията е основана на 14 февруари 2006 г. от композиторите Ник Феникс и Томас Бергерсен, които обединяват усилията си, за да пишат оригинална музика за трейлъри на филми. Бергерсен се премества от Трондхайм, Норвегия в САЩ през 2003 г. заедно с Финикс, който започва да композира още през 1997 г. Двамата формират компанията в началото на 2006 г. и заедно са композирали музика за над 1000 филма.
„Two Steps From Hell“ бързо става една от най-успешните компании за музикална продукция за кинофилми. Тяхната музика е използвана в много рекламни трейлъри и тийзъри за високобюджетни холивудски филми, като 2012, Беоулф, Хари Потър и Орденът на Феникса, Спайдър-Мен 3, Стартрек, Здрач и много други.

## Дискография
- Two Steps From Hell: Volume 1 (2006)
- Shadows and Nightmares (2006)
- Dynasty (2007)
- All Drums Go To Hell (2007)
- Pathogen (2007)
- Nemesis (2007)
- Dreams & Imaginations (2007)
- Legend (2008)
- Ashes (2008)
- The Devil Wears Nada (2009)
- All Drumes Go To Hell (2010)
- Power of Darkness (2010)
- Invincible (2010)
- Illumina (2010)
- Public Album: Nemesis 2 (2010)[3]
- Public Album: Genesis (2010)
- Two Steps From Heaven (2010)
- Archangel (2011)
- Faction (2011)
- Balls To The Wall (2011)
- Illusions (2011)
- Nero (2011)
- Sinners (2011)
- Halloween (2012)
- Two Steps From Heaven (2012)
- Skyworld (2012)

Освен музика за трейлъри за кинофилми, компанията започва да пише музика и за компютърни игри. В частност, композицията „Heart of Courage“ е използвана в стартовия трейлър на играта Mass Effect 2. Също така, композициите „Protectors of the Earth“, „After the Fall“ и „Black Blade“ са използвани в трейлърите на продължението ѝ – Mass Effect 3.